# Chełmno (gmina wiejska)
Chełmno – gmina wiejska w województwie kujawsko-pomorskim, w powiecie chełmińskim. W latach 1975–1998 gmina położona była w województwie toruńskim.
Siedzibą gminy jest Chełmno.
Według danych z 30 czerwca 2007 gminę zamieszkiwały 5232 osoby.

## Struktura powierzchni
Według danych z roku 2005 gmina Chełmno ma obszar 114,05 km², w tym:
- użytki rolne: 69%
- użytki leśne: 12%

Gmina stanowi 21,62% powierzchni powiatu.

## Ochrona przyrody
Na terenie gminy znajdują się 3 rezerwaty przyrody:
- Rezerwat przyrody Góra Św. Wawrzyńca – stepowy, chroni roślinność stepową (pięciornika piaskowego i ostnicy włosowatej)
- część Rezerwatu przyrody Łęgi na Ostrowiu Panieńskim – leśny, chroni naturalny drzewostan łęgowy
- Rezerwat przyrody Ostrów Panieński – leśny, chroni las łęgowy.

## Demografia

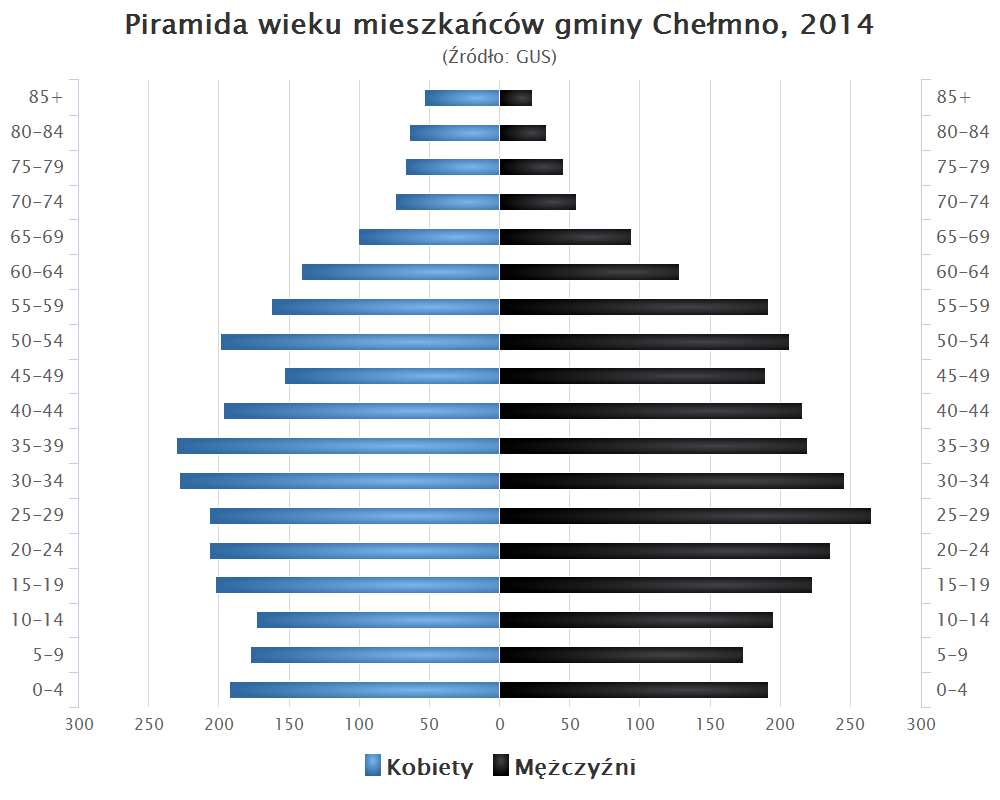
Piramida wieku mieszkańców gminy Chełmno w 2014 roku

Dane z 30 czerwca 2007:
| Opis                              | Ogółem | Ogółem | Kobiety | Kobiety | Mężczyźni | Mężczyźni |
| --------------------------------- | ------ | ------ | ------- | ------- | --------- | --------- |
| jednostka                         | osób   | %      | osób    | %       | osób      | %         |
| populacja                         | 5232   | 100    | 2599    | 49,7    | 2633      | 50,3      |
| gęstość zaludnienia (mieszk./km²) | 45,9   | 45,9   | 22,8    | 22,8    | 23,1      | 23,1      |

## Zabytki
Wykaz zarejestrowanych zabytków nieruchomych na terenie gminy:
- cmentarz ewangelicki z pierwszej połowy XIX w. w Dolnych Wymiarach, nr 532 z 01.06.1987 roku
- cmentarz ewangelicki z ok. 1900 roku w Dołkach, nr 533 z 01.06.1987 roku
- cmentarz ewangelicki "stary" z połowy XIX w. w Klamrach, nr 535 z 01.06.1987 roku
- cmentarz ewangelicki "nowy" z początku XX w. w Klamrach, nr A/225 z 1.06.1987  roku
- cmentarz ofiar hitleryzmu w Klamrach, nr 536 z 01.06.1987 roku
- fort VIII w zespole twierdzy Chełmno z lat 1903-1914 w Klamrach, nr A/15111/1 z 14.02.1980 roku
- cmentarz ewangelicki z XIX w. w Kolnie, nr 538 z 01.06.1987 roku
- cmentarz ewangelicki z połowy XIX w. w Małych Łunawach, nr 539 z 01.06.1987 roku
- kościół parafii pod wezwaniem św. Barbary z 1754 roku w Starogrodzie, nr A/387 z 30.11.1929 roku
- ruiny zamku (góra Zamkowa) w Starogrodzie, nr A/102/31 z 04.04.1930 roku
- schron amunicyjny M-1 w zespole twierdzy Chełmno, zbudowany po 1914roku w Starogrodzie, nr A/1511/ z 14.02.1980 roku.
- kościół ewangelicki, obecnie rzymskokatolicki parafialny pw. Wniebowzięcia NMP z lat 1880-82 w Wielkich Łunawach, nr A/1689 z 7.12.2015 roku.

## Wsie
Bieńkówka, Borówno, Dolne Wymiary, Dołki, Dorposz Chełmiński, Górne Wymiary, Kałdus, Klamry, Kolno, Łęg, Małe Łunawy, Nowawieś Chełmińska, Nowe Dobra, Osnowo, Ostrów Świecki, Panieński Ostrów, Podwiesk, Różnowo, Starogród, Starogród Dolny, Uść, Wielkie Łunawy.

## Sąsiednie gminy
Chełmno (miasto), Dragacz, Grudziądz, Kijewo Królewskie, Pruszcz, Stolno, Świecie, Unisław